# Villarello
Villarello (oficialmente en eonaviego: Vilarello) es una aldea española de la parroquia de Grandas de Salime, perteneciente al concejo homónimo, en la comunidad autónoma de Asturias.

## Historia
Hacia mediados del siglo XIX, el lugar, ya por entonces perteneciente a la parroquia de Grandas de Salime del municipio homónimo, tenía contabilizada una población de 37 habitantes. Aparece descrito en el decimosexto y último volumen del Diccionario geográfico-estadístico-histórico de España y sus posesiones de Ultramar de Pascual Madoz con las siguientes palabras:

VILLARELLO: l. en la prov. de Oviedo, ayunt. y felig. de San Salvador de Grandas de Salime (V.). pobl.: 7 vec., 37 almas.
(Madoz, 1850, p. 262)

En 2023, la entidad singular de población de Villarello tenía empadronados 2 habitantes, ambos en diseminado.